# Esternalismo
Il termine esternalismo identifica una serie di posizioni nella filosofia della mente. Queste posizioni, con qualche approssimazione, sono accomunate dall'idea che la mente dipenda da qualcosa che è esterno al corpo (in particolare al sistema nervoso o al cervello). L'esternalismo si contrappone all'internalismo, che ritiene che la mente dipenda solo dall'attività interna al sistema nervoso. L'esternalismo cerca di superare il fossato galileiano rifiutando una separazione tra mondo mentale e mondo esterno.
In Italia, esternalismo e internalismo sono a volte definiti, soprattutto nell'ambito della filosofia del linguaggio, come internismo ed esternismo. Le motivazioni anche filologiche e corrette si scontrano con l'uso diffuso e con un certo esoterismo. Anche a costo di concedersi a un banale calco dall'inglese, ma soprattutto per seguire la tradizione che arriva dalle scienze cognitive, qui utilizzeremo "internalismo" ed "esternalismo".
Ovviamente l'esternalismo non nega il fatto che, senza il cervello e il sistema nervoso, non si ha nessuna mente. Ma l'esternalismo mette in discussione: 1) che il cervello sia sufficiente a produrre la mente e 2) che il cervello, quello che i neuroni fanno o le loro proprietà siano l'unica base fisica per i processi e/o i contenuti mentali.

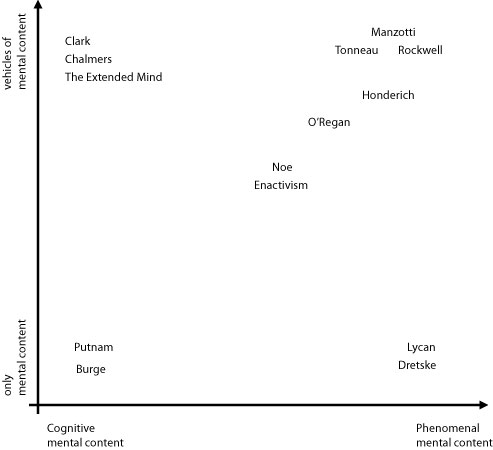
Diverse posizioni esternaliste a confronto

Esistono numerose posizioni esternaliste che si differenziano in base al tipo e alla forza della relazione tra la mente e il mondo esterno. William Lycan ne parla nei termini seguenti: "Da quando una Terra Gemella [Twin Earth, in inglese] è stata scoperta dagli esploratori americani dello spazio filosofico nel corso degli anni settanta", l'esternalismo si è suddiviso in numerose varianti (Lycan 2001
, p. 17). Un compendio efficace di tali varianti, almeno fino al 2003, è proposto da Mark Rowlands . Con una certa approssimazione e seppure con gradazioni diverse, tutte le varianti sottolineano l'importanza di fattori esterni al sistema nervoso: la mente potrebbe dipendere anche da fattori esterni, ma essere sostanzialmente qualcosa che avviene all'interno del sistema nervoso; all'opposto, la mente potrebbe dipendere necessariamente da o persino essere identica a processi fisici parzialmente o totalmente esterni al sistema nervoso.
Un altro criterio importante per differenziare le posizioni esternaliste riguarda quali aspetti della mente siano posti all'esterno del sistema nervoso. Alcuni autori si concentrano esclusivamente sugli aspetti cognitivi (per esempio Andy Clark e David Chalmers 
, Shaun Gallagher 
, Philip Robbins e Murat Aydede). Altri autori, invece, affrontano direttamente il problema della mente cosciente: alcuni limitandosi solo al contenuto fenomenico (così William Lycan 
, Alex Byrne ,
o Francois Tonneau ), altri considerando i processi e i meccanismi della mente cosciente (così Teed Rockwell 
, 
o Riccardo Manzotti ). Per lo più, ma non necessariamente, si ritiene che esternalizzare la cognizione sia più facile che esternalizzare la coscienza fenomenica.
A seconda che si reputi possibile esternalizzare solo il contenuto degli stati mentali (sia esso un contenuto di tipo cognitivo o fenomenico), oppure i meccanismi (vehicles, in inglese), si parla di esternalismo di contenuto oppure procedurale.

## Proto-esternalisti
A questo gruppo appartengono diversi autori che non sono tradizionalmente etichettati come esternalisti, ma il cui lavoro ha molti tratti in comune con quello degli esternalisti contemporanei. Anche se qui non si può rendere giustizia alla complessità del pensiero di questi autori, è importante almeno citarli sinteticamente al fine di mostrare le radici del pensiero esternalista.
All'inizio del secolo ci fu un breve momento nel quale un movimento, autonominatosi neorealismo sembrò attirare una certa attenzione . Tra questi autori ha particolare importanza il lavoro di Edwin Holt che ha suggerito un modello della percezione nel quale il mondo esterno è costitutivo del contenuto percettivo. Holt rifiutava l'idea che percepire sia rappresentare e che il contenuto della mente sia fatto di rappresentazioni. Rifiutando ogni forma di rappresentazione e suggerendo che, in qualche modo, noi percepiamo direttamente il mondo esterno, Holt delineava una forma di esternalismo. L'oggetto esterno è parte della nostra percezione o, perlomeno, ne definisce il contenuto: “niente può rappresentare qualcosa se non la cosa stessa” () 
Le parole di Holt hanno anticipato di quasi un secolo il famoso slogan anti-rappresentazionalista di Rodney Brooks "Il mondo è la sua migliore rappresentazione" . 
Di recente, la corrente neorealista è stata recuperata e riproposta da Francois Tonneau che ha scritto che “Sulla base del neorealismo, la coscienza è solo una parte, o cross-section dell'ambiente” (Tonneau 2004, p. 97)
In un certo senso anche l'ontologia del processo di Alfred North Whitehead si inscrive nel filone esternalismo in quanto suggerisce una ontologia neutrale i cui elementi di base (la pretensione, le occasioni, gli eventi, i processi) procedono senza soluzione di continuità dalla realtà fisica microscopica fino agli stati mentali più complessi quali contenuti percettivi, emozioni, desideri, contenuti semantici, pensieri. Anche se l'opera principale di Whitehead  non è certo di facile lettura, si può ricorrere alla recente sintesi di David Griffin che ne offre anche una valida rilettura
.
Non si può non citare anche John Dewey che nelle sue varie opere ha sempre rifiutato la concezione dualista o idealista della mente, elaborando un punto di vista dove l'ambiente è costitutivo del soggetto (Dewey 1925).
Infine, due ultimi autori devono essere citati. Il primo è James J. Gibson che ha difeso un modello della percezione ecologica

. Gibson ha cercato di eliminare la necessità di ricorrere alla rappresentazione sviluppando un modello ecologico della percezione. In particolare ha tentato di ridefinire alcuni concetti chiave come informazione o flusso ottico, cercando di sottrarli alla dimensione mentalista, internalista e computazionalista in cui erano stati collocati dalla tradizione cognitivista ( e
). Per esempio, per Gibson, il flusso ottico non è il movimento delle immagini nell'immagine retinica, quanto una struttura ambientale definita dal movimento fisico del soggetto. Tipica è la sua nozione di affordance (potenzialità d'uso o d'azione), che identifica la possibilità di azione e interazione che un oggetto ha per un determinato soggetto. Si tratta di un concetto chiave che ben si presta a essere ulteriormente sviluppato dall'esternalismo.
Infine, si deve menzionare Gregory Bateson che ha proposto un ulteriore modello ecologico della mente

.

## Esternalismo semantico
L'esternalismo semantico, o esternismo semantico come è spesso chiamato dai filosofi del linguaggio, è stata la prima posizione filosofica a fregiarsi del titolo di esternalismo. Si tratta di quella posizione che reputa che il contenuto semantico degli stati mentali sia definito da condizioni esterne al soggetto.
L'esternalismo semantico suggerisce che il contenuto mentale non dipende solo da ciò che si ha nella testa. Il termine tecnico preferito per indicare questa relazione è quello di sopravvenienza. Si dice quindi che, secondo l'esternalismo semantico, il contenuto semantico non sopravviene su quanto è interno al soggetto (per esempio dentro al cervello).
Si tratta di una mossa relativamente cauta in quanto non mette in discussione il fatto che i meccanismi che corrispondono alla nostra mente siano all'interno del nostro corpo. Il filosofo Hilary Putnam negli anni settanta ha sviluppato la sua forma di esternalismo semantico attraverso il famoso esperimento mentale di Terra Gemella (Twin Earth in inglese), dal quale la famosa frase  "'meanings' just ain't in the head."  ("I significati non si trovano nella testa") 
Ma se non sono nella testa, che cosa definisce il contenuto semantico dei nostri stati mentali? Secondo il filosofo Tyler Burge si tratta delle relazioni sociali, culturali e delle interazioni linguistiche .

## Esternalismo fenomenico (di contenuto)
Successivamente all'esternalismo semantico, una serie di autori hanno preso in considerazione la possibilità che anche il contenuto fenomenico possa dipendere da fattori esterni ai processi neurali. In particolare Fred Dretske (Dretske 1996) ha scritto che “Le esperienze in quanto tali si trovano nella testa (altrimenti perché chiudere gli occhi dovrebbe porvi termine?), ma niente che si trovi fisicamente all'interno della testa deve necessariamente avere le qualità dell'esperienza” (Dretske 1996

, p. 144-145). Una dichiarazione che ricorda da vicino il problema del fossato galileiano. Per Dretske, sebbene i processi che danno luogo all'esperienza siano interni, il loro contenuto fenomenico (la loro qualità) dipende da stati di cose esterni al soggetto.
Analogamente, William Lycan ha difeso un punto di vista esternalista per quanto riguarda l'esperienza fenomenica. In particolare, ha contestato l'idea che i qualia siano interni al soggetto. Nella letteratura inglese spesso si contrappone un contenuto narrow a un contenuto broad . In italiano si potrebbero tradurre malamente i due termini come contenuto stretto e contenuto largo.
In generale, si è spesso ritenuto che alcuni, se non tutti, stati mentali avessero un contenuto 'largo', ovvero in qualche modo esterno a loro stessi. Per esempio, secondo Frank Jackson e Philippe Pettit "Il contenuto di certi stati mentali intenzionali è 'largo' o dipendente dal contesto. Il contesto di certe credenze dipende da stati di cose esterni al soggetto” (Jackson and Pettit 1988

, p. 381)
Tuttavia, né Dretske né Lycan si sono mai spinti fino a sostenere che la mente fenomenica (i processi mentali corrispondenti all'esperienza fenomenica) si estendesse oltre i confini del soggetto. In breve l'esternalismo fenomenico prende in considerazione la possibilità che il contenuto fenomenico degli stati mentali sia esterno al soggetto, ma ritiene che i processi mentali in quanto tale siano interni.

## La mente estesa
Un altro gruppo di autori da tenere in considerazione corrisponde a una posizione popolarmente definita la mente estesa (in inglese, extended mind a seguito di un famoso articolo di Andy Clark e David Chalmers . Si tratta di una posizione che, entro certi limiti, estende ed estremizza un punto di vista già presente in certi scritti di Daniel Dennett (Dennett 2000

, p. 21). Secondo Andy Clark, “la cognizione tracima fuori dal corpo nel mondo circostante". La mente cognitiva non sarebbe dentro il cranio, ma si estenderebbe in modo da comprendere strumenti e strutture che utilizziamo per portare a termine compiti mentali (per esempio blocchi di appunti e matite, telefoni cellulari o computer portatili, memorie USB o pallottolieri). In sintesi estrema questa è l'intuizione dietro alla mente estesa.

. Quando si usa carta e penna per portare a termine una complessa operazione matematica, i processi cognitivi sono estesi agli oggetti utilizzati per l'operazione. In un senso generico, nessuno lo negherebbe. In un senso più preciso è incerto se sia possibile effettivamente estendere i confini della mente cognitiva alla carta e penna.
In ogni caso, però, per i fautori della mente estesa, la mente fenomenica rimane interna al cervello. Lo stesso David Chalmers nella prefazione dell'ultimo libro di Andy Clark Supersizing the Mind

, scrive che “per quanto riguarda la domanda più importante: è possibile estendere la coscienza? In realtà credo che si estendano solo le componenti non fenomeniche [non coscienti] degli stati mentali” (Chalmers 2009

, p. xiv)

## Enattivismo ed embodiment
Un gruppo importanti di posizioni è rappresentato dagli autori che sottolineano gli aspetti della cognizione legati al corpo e all'interazione tra corpo e mondo. Si tratta di autori che non sono necessariamente interessati a sostanziare affermazioni circa la natura della mente, quanto piuttosto a definire il contributo che l'esistenza di un corpo e di un ambiente danno ai processi mentali e cognitivi. Sono posizioni spesso definite come forme di embodiment e sottolineano lo stretto accoppiamento tra processi cognitivi, il corpo e l'ambiente 

. Storicamente, questo tipo di posizioni ha avuto molto interesse dopo che, negli anni ottanta, l'Intelligenza Artificiale classica è entrata in crisi e il modello computazionalista delle percezione è stato affiancato e, a volte, rimpiazzato, da modelli situati della percezione (l'esempio classico è offerto da Rodney Brooks del MIT).
Più impegnativa filosoficamente è la corrente definita Enattivismo che è una posizione in filosofia della mente che deriva da altri proto-esternalisti quali Gregory Bateson, James J. Gibson, Merleau Ponty, Eleanor Rosch e molti altri. Secondo l'enattivismo, la mente è dipendente o identica con le interazioni tra il mondo e i soggetti.
Per esempio, secondo l'articolo celebre di Kevin O’Regan e Alva Noë la mente è costituita dalle contingenze senso-motorie tra il corpo del soggetto e il mondo circostante. Una contingenza senso-motoria è qualcosa di simile alle affordance di J. J. Gibson, è un'occasione di interazione tra il corpo del soggetto e il mondo circostante. Per esempio, una forbice ha, tra le sue contingenze senso-motorie quella di essere presa infilando il pollice e l'indice e agendo in un certo modo. Oppure una linea retta ha la caratteristica di non mutare la forma percepita muovendo gli occhi lungo la sua direzione. 
in tempi più recenti, Alva Noë ha accentuato l'aspetto epistemico della sua versione di enattivismo, suggerendo che anche gli stati fenomenici non siano altro che ciò che il soggetto sa di poter fare in una certa circostanza. È rimasto comunque un esternalista convinto come dimostrato da affermazioni quali “Quello che la percezione è, tuttavia, non è un processo nel cervello, ma un'attività esperita da parte dell'organismo come un interno. L'enattivismo sfida le neuroscienze e propone nuovi modi di intendere le basi neurali della percezione e della coscienza” (Noë 2004

, p. 2). Da poco, Noë ha pubblicato una versione sintetica della sua teoria
.
L'enattivismo riceve sostegno da altre posizioni tra cui la sopra menzionata cognizione embodied o anche dalla cognizione estesa che presta maggiore attenzione all'ambiente quanto tale. Tuttavia l'enattivismo è stato criticato da altri autori, in particolare da neuroscienziati come Christoph Koch (Koch 2004

, p. 9): “Laddove i fautori dell'enattivismo sottolineano giustamente il fatto che la percezione avviene spesso nel contesto di qualche tipo di azione, io ho poca tolleranza quando rifiutano il ruolo centrale delle basi neurali della percezione. Se c'è una cosa di cui gli scienziato sono ragionevolmente sicuri, è che il cervello è sia necessario sia sufficiente per l'esperienza fenomenica”
In breve, l'enattivismo è una forma di esternalismo, a volte focalizzato sugli aspetti cognitivi e semantici, altre volte rivolto anche agli aspetti fenomenici della coscienza.

## Esternalismo fenomenico radicale
Infine, esistono autori che stanno prendendo in considerazione la forma più radicale di esternalismo, ovvero che la mente sia totalmente o parzialmente estesa 1) sia per quanto riguarda il contenuto semantico sia per quello fenomenico e 2) sia per quanto riguarda il contenuto sia per quanto riguarda i processi mentali in quanto tali. In questo senso questi autori si differenziano rispetto all'enattivismo
in quanto suggeriscono la necessità di procedere a una revisione ontologica delle categorie che descrivono la mente e il mondo fisico.
Teed Rockwell ha recentemente pubblicato un vivace attacco contro tutte le forme di dualismo e di internalismo. Secondo Rocwell la mente emerge non solo dall'attività cerebrale e neurale, ma da un insieme articolato composto dal cervello, dal corpo e dal mondo esterno

. Ha contestato alle Neuroscienze il fatto di avallare forme più o meno esplicite di materialismo cartesiano, un'accusa sollevata anche da altri autori 

. Rockwell trae ispirazioni dall'opera di John Dewey e sviluppa la tesi secondo cui il cervello, il corpo e l'ambiente diano luogo a quel sistema dinamico, da lui chiamato behavioral field, che potrebbe essere la mente.
Un'altra posizione interessante è stata recentemente sviluppata e difesa dal filosofo Ted Honderich. Lui stesso ha definito la sua posizione esternalismo radicale in quanto è ben consapevole delle conseguenze ontologiche della sua teoria
. Uno dei suoi esempi preferiti è il seguente “ciò che è per un soggetto essere coscienti di una stanza, non è altro che un modo di essere della stanza.” ). Si respira una eco di certe posizioni di Spinoza. In ogni caso, secondo Honderich, la coscienza è un modo per il mondo di esistere" (Honderich 2004). Coscienza ed esistenza tendono a unificarsi.
Infine, citiamo l'esternalismo fenomenico sviluppato da Riccardo Manzotti 
. L'autore ha criticato la separazione tra soggetto e oggetto, in quanto potrebbe essere l'esito di ingiustificati assunti filosofici piuttosto che la manifestazione di una contrapposizione nella realtà. Il fossato galileiano potrebbe non essere così profondo. Ciò che chiamiamo esperienza fenomenica e ciò che chiamiamo realtà fisica potrebbero essere solo due modi diversi (e simmetricamente incompleti) di riferirsi allo stesso processo fisico . Adottando un'ontologia basata sul processo si potrebbero riformulare molti dei problemi classici che riguardano la mente e la percezione 
.